# 崔约
崔约（？—340年），字道恭，十六国后赵政治人物。

## 生平
后赵时，仕石虎为常侍。中谒者令申扁被石虎宠幸，太子石宣也和他关系亲昵。申扁聪辩明断，管理机密之任。石虎不理政事，石宣荒淫酗酒，石韬沈湎打猎，生杀除拜都是申扁所决定。权倾内外，刺史二千石多出其门，九卿已下望尘而拜，只有崔约和常侍卢谌、侍中郑系、王谟等十余人与他抗礼。后转任侍中。340年，太子詹事孙珍患眼病，向崔约讨求治病的药方。崔约开玩笑：“向眼中溺尿便可痊愈。”孙珍问：“眼中怎能溺尿？”崔约说：“你眼窝深陷，正适合溺尿。”孙珍怀恨崔约，把此事告知石宣。石宣在兄弟中面貌最具有胡人特征，眼窝深陷，听说此事大怒，诛杀崔约父子。